# プロシュット・ディ・パルマ

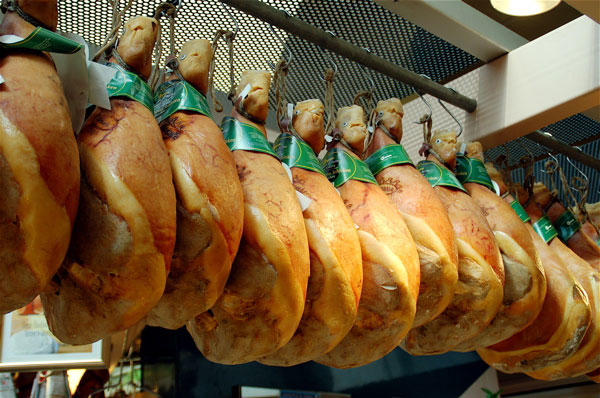
プロシュット・ディ・パルマ

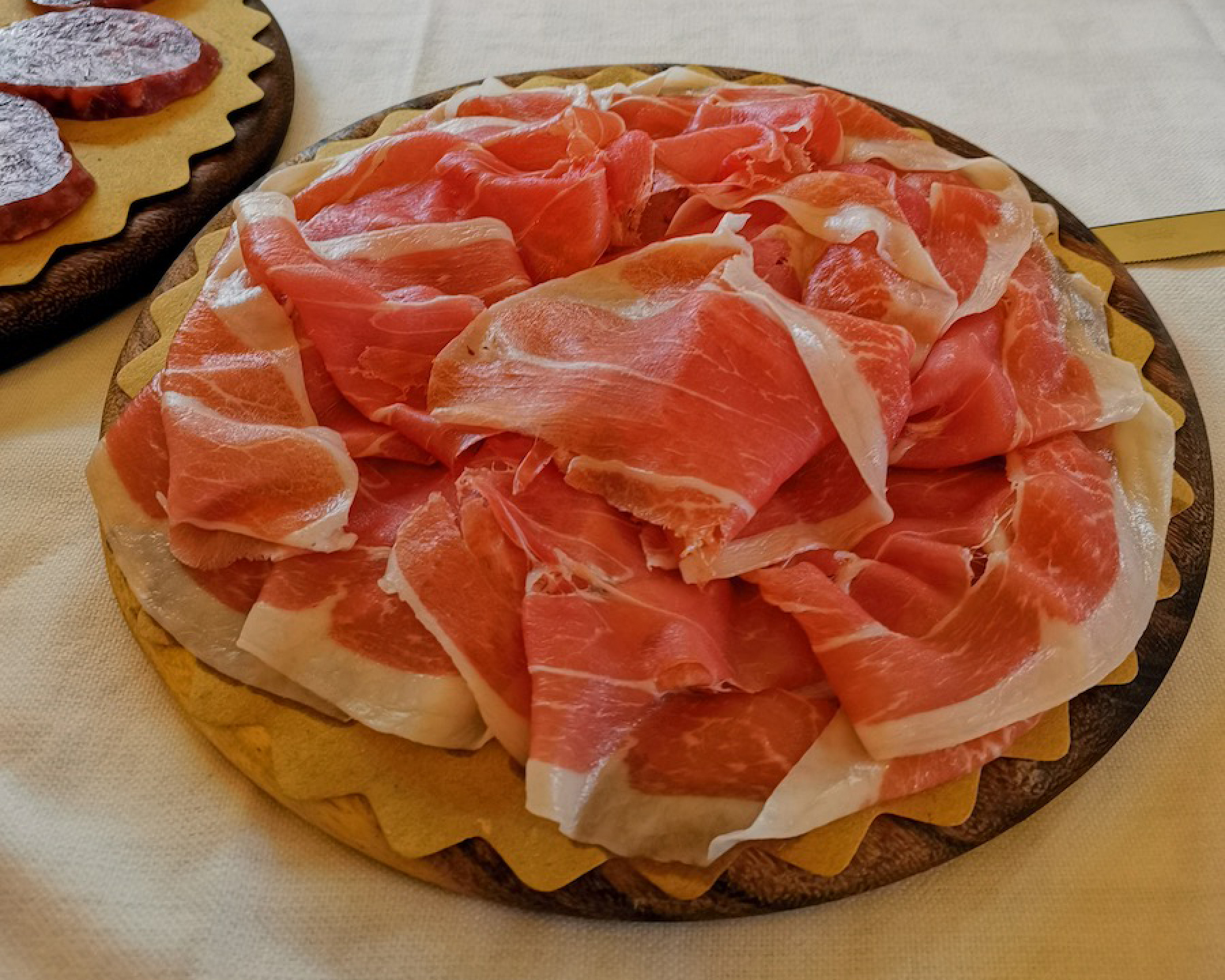
プロシュット・ディ・パルマの薄切り

プロシュット・ディ・パルマ（伊: Prosciutto di Parma）は別名「パルマハム」とも呼ばれる、イタリアのパルマ近郊で作られているプロシュットで、生ハムの一種である。金華火腿、ハモン・セラーノと並んで世界三大ハムの一つに数えられる。
DOP（保護指定原産地表示）の一つとなっており、産地保証による品質管理のため、この名称を使用する条件は厳しく運用されている。
世界中で食べられているパルマハムのほとんどは、パルマ市内から車で数十分のところにあるランギラーノという横400メートル×長さ2キロメートルの地区で作られており、大小を含め200ほどの生ハム工場がある。
日本においても2006年10月に、パルマハム協会が特許庁に地域団体商標「PROSCIUTTO DI PARMA（ぷろっしゅっと・でぃ・ぱるま）」として出願し、登録査定された。